# برادلي هادوك
برادلي هادوك (بالإنجليزية: Bradley Haddock)‏ هو محامي أمريكي، ولد في 1955.